# ألكسندرا فوزي
ألكسندرا فوزي (بالفرنسية: Alexandra Fusai)‏ مواليد 22 نوفمبر 1973 في سان كلو، فرنسا، هي لاعبة كرة مضرب فرنسية سابقة بدأت مسيرتها كمحترفة سنة 1991، اعتزلت اللعب في أبريل 2003. أعلى تصنيف لها في الفردي كان المركز الـ 37 في سنة 1998.

## روابط خارجية
- ألكسندرا فوزي على موقع رابطة محترفات التنس (الإنجليزية)
- ألكسندرا فوزي على موقع الاتحاد الدولي لكرة المضرب (الإنجليزية)
- ألكسندرا فوزي على موقع كأس بيلي جين كينغ (الإنجليزية)
- ألكسندرا فوزي على موقع خلاصة التنس.كوم (الإنجليزية)